# Réseau régional du Sound
 (mai 2024).
Si vous disposez d'ouvrages ou d'articles de référence ou si vous connaissez des sites web de qualité traitant du thème abordé ici, merci de compléter l'article en donnant les références utiles à sa vérifiabilité et en les liant à la section « Notes et références ».
Le Réseau régional du Sound est un réseau de deux lignes de trains qui relient l'agglomération de Seattle vers Lakewood au sud et vers Everett au nord.